# Eleições no Território Federal do Amapá em 1962
As eleições no território federal do Amapá em 1962 ocorreram em 7 de outubro como parte das eleições gerais em 22 estados e nos territórios federais de Rondônia e Roraima. No presente caso, a Constituição de 1946 fixou um deputado federal para representar cada um dos territórios federais então existentes.

## Resultado da eleição para deputado federal
Informa o acervo do Tribunal Superior Eleitoral que houve 10.575 votos nominais (98,36%), 68 votos em branco (0,63%) e 108 votos nulos (1,01%), resultando no comparecimento de 10.751 eleitores. Nos territórios federais representados por um deputado federal, será observado o princípio do voto majoritário.

### Coligação PSP-PDC
| Candidatos a deputado federal em 1962 | Partido | Votação | Percentual | Cidade onde nasceu | Unidade federativa | Observações |
| Janary Nunes                          | PSP     | 6.557   | 62%        | Alenquer           | Pará               | [ 5 ]       |
| Dalton Lima                           | PDC     | -       | -          | São Luís           | Maranhão           | [ 6 ]       |
| Fontes:                               |         |         |            |                    |                    |             |

### Coligação PTB-PSD
| Candidatos a deputado federal em 1962 | Partido | Votação | Percentual | Cidade onde nasceu | Unidade federativa | Observações |
| Amílcar Pereira                       | PTB     | 4.018   | 38%        | Bragança           | Pará               | [ 7 ]       |
| Moura Cavalcanti                      | PSD     | -       | -          | São Vicente Férrer | Pernambuco         |             |
| Fontes:                               |         |         |            |                    |                    |             |